# (33939) 2000 LO35
2000 LO35 (asteroide 33939) é um asteroide da cintura principal. Possui uma excentricidade de 0.22686110 e uma inclinação de 19.60943º.
Este asteroide foi descoberto no dia 1 de junho de 2000 por LONEOS em Anderson Mesa.